# Thomas Howard (4. książę Norfolk)
Thomas Howard, 4. książę Norfolk (ur. 10 marca 1538 w Kenninghall, zm. 2 czerwca 1572 w Londynie) – angielski arystokrata, hrabia Surrey, książę Norfolk, w latach 1554–1572 lord marszałek.

## Życiorys
Pochodził z możnego rodu Howardów, książąt Norfolk. Urodził się 10 marca 1538 w Kenninghall w hrabstwie Norfolk jako syn Henry’ego Howarda, 3. hrabiego Surrey. Był wnukiem Thomasa Howarda, 3. księcia Norfolk, którego siostrzenicą była Anna Boleyn, a bratanicą Katarzyna Howard – druga i piąta żona Henryka VIII Tudora.

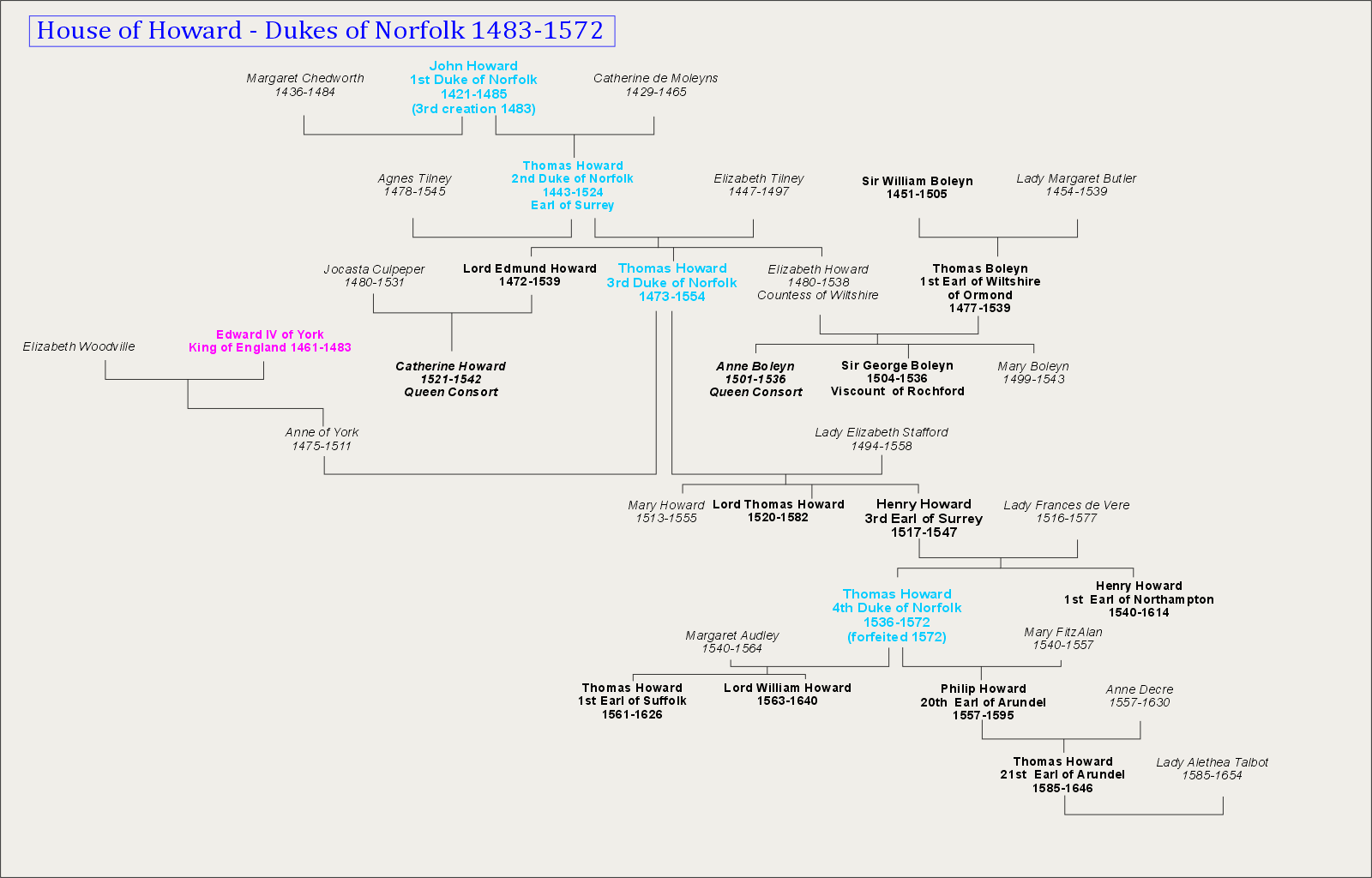
Drzewo genealogiczne rodu Howardów

Jego ojciec został stracony w 1547 za rzekomą zdradę. W 1553, już po wstąpieniu na tron Marii Tudor, Thomas Howard uzyskał tytuł hrabiego Surrey, a rok później, po śmierci dziadka został czwartym księciem Norfolk trzeciej kreacji oraz lordem marszałkiem.
Był stronnikiem Marii, a po jej śmierci, Elżbiety I. W latach 1559–1560 dowodził siłami angielskimi podczas inwazji na Szkocję. W 1568 przewodniczył komisji starającej się rozstrzygnąć spór pomiędzy Marią Stuart królową Szkotów a szkocką szlachtą protestancką. Po ucieczce Marii do Anglii w tym samym roku i uwięzieniu jej przez królową Elżbietę, szkocki mąż stanu William Maitland sugerował Howardowi, że rozwiązaniem konfliktów szkocko-angielskich mógłby być ślub Howarda z Marią i ogłoszenie jej dziedziczką przez bezdzietną Elżbietę. Książę Norfolk nie zdecydował się jednak wówczas ani na złożenie takiej propozycji, ani na bunt wobec angielskiej królowej. Tymczasem część katolickiej angielskiej szlachty zdecydowała się na bunt wobec Elżbiety próbując uwolnić Marię, wydać ją za księcia Norfolk, uczynić z niej królową Anglii i przywrócić religię rzymskokatolicką jako panującą. Rewolta została stłumiona, a w październiku 1569 z rozkazu Gloriany Howard został aresztowany i pozostawał w uwięzieniu do sierpnia 1570.
W 1571, wraz z włoskim kupcem mieszkającym w Londynie Roberto di Ridolfim, stanął na czele tzw. spisku Ridolfiego. Planowali  doprowadzenie do inwazji sił hiszpańskich króla Filipa II na Anglię, małżeństwo Marii Stuart z Howardem i ustanowienie jej królową angielską. Spisek został jednak wykryty, Howarda uwięziono, a 2 czerwca 1572 stracono za jego intrygi.

## W kulturze
W brytyjskim filmie biograficznym Elizabeth z 1998, w reżyserii Shekhara Kapura z Cate Blanchett w tytułowej roli, w postać Thomasa Howarda wcielił się Christopher Eccleston.